# 光球

4が光球

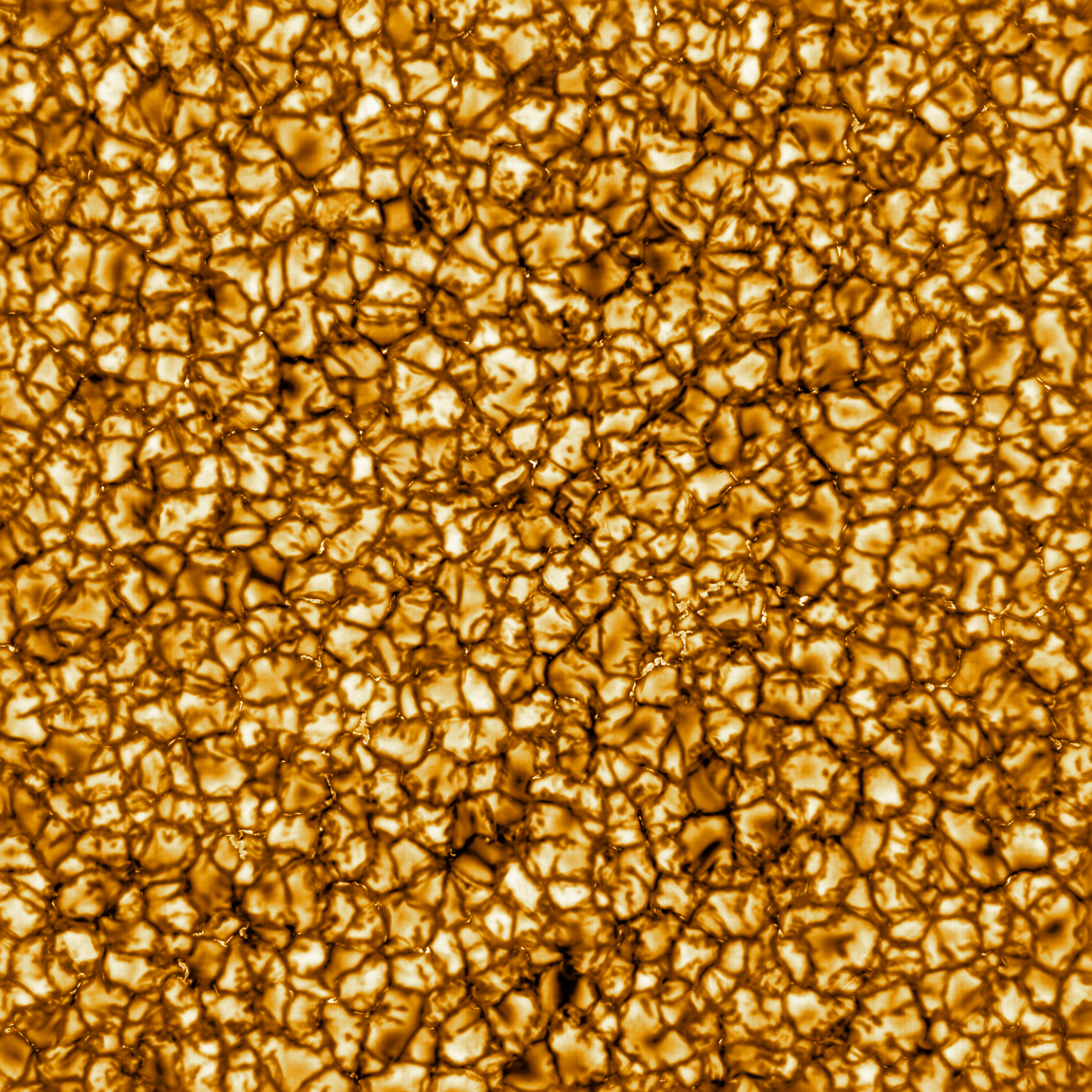
ダニエル・K・イノウエ太陽望遠鏡（DKIST）が撮影した太陽の表面（光球）の高解像度画像 光球

光球（こうきゅう、英: photosphere）は、太陽などの恒星の表層部分にあり、不透明なガスによって形成される薄い層である。恒星の外部に放出される光はこの層で発生するため、視覚的な恒星の表面に相当する。光自体は内部からも発生しているが、これらの光は光球内のガスに吸収されるため、外に出ることはない。
地球上から視認できる太陽光は、太陽の光球から発せられている。厚さは300～500kmで、温度は4,500～6,000Kと深度によって変化する。太陽光は光球の各深度で発生する光が合成されたものだが、シュテファン＝ボルツマンの法則に当てはめると5800Kの物体が発する光に相当するため、一般にはこの値が太陽の表面温度とされる。光球は粒状斑と呼ばれる直径1000km程度の無数の対流セルから構成され、太陽黒点、白斑が現れる事もある。
太陽以外の恒星にも光球は存在し、その温度は太陽より低温のものから高温のものまで様々である。粒状斑は小さすぎるため観測不能だが、恒星の自転に伴う周期的な光度の変化から黒点や白斑の存在が知られている天体もある。